# Raillencourt-Sainte-Olle
Raillencourt-Sainte-Olle é uma comuna francesa na região administrativa de Altos da França, no departamento do Norte. Estende-se por uma área de 7.09 km². Em 2010 a comuna tinha 2 250 habitantes (densidade: 317,3 hab./km²).